# فيونا شو
فيونا شو (بالإنجليزية: Fiona Shaw)‏، واسمها الكامل فيونا ماري ويلسون، من مواليد 10 يوليو 1958م، وهي ممثلة إيرلندية وشاركت في عدة أفلام سينمائية، ومنها سوبر ماريو برذرز، حازت على جائزة الأكاديمية الملكية للفنون المسرحية.